# AT&T Midtown Center
L'AT&T Building (anciennement connu sous le nom de BellSouth Center) un gratte-ciel construit en 1980 à Atlanta aux États-Unis. Il possède 47 étages et s'élève à 206 mètres.